# Cyprus International 1987
Die Cyprus International 1987 im Badminton fanden vom 15. bis zum 18. Mai 1987 in Nikosia statt. Es war die erste Auflage der Turnierserie.

## Titelträger
| Disziplin    | Sieger                           |
| ------------ | -------------------------------- |
| Herreneinzel | Peter Axelsson                   |
| Dameneinzel  | Nina Sundberg                    |
| Herrendoppel | Peter Axelsson Stefan Axelsson   |
| Damendoppel  | Nina Sundberg Ulrika von Pfaler  |
| Mixed        | Peter Axelsson Ulrika von Pfaler |

## Finalresultate
| Disziplin    | Sieger                           | Finalist                            | Ergebnis           |
| ------------ | -------------------------------- | ----------------------------------- | ------------------ |
| Herreneinzel | Peter Axelsson                   | Thomas Angarth                      | 15–10, 5–15, 15–12 |
| Dameneinzel  | Nina Sundberg                    | Ulrika von Pfaler                   | 12–9, 8–11, 11–5   |
| Herrendoppel | Peter Axelsson Stefan Axelsson   | Claes-Peter Erliksson Olaf Ferenius | 15–5, 15–4         |
| Damendoppel  | Nina Sundberg Ulrika von Pfaler  | Maria Levin Ingela Jegarth          | 15–8, 15–10        |
| Mixed        | Peter Axelsson Ulrika von Pfaler | Claes-Peter Erliksson Nina Sundberg | 15–12, 15–9        |